# Hertsöträsket
Hertsöträsket är en sjö i Luleå kommun i Norrbotten och ingår i Altersundet-Luleälvens kustområde. Sjön har en area på 0,717 kvadratkilometer och ligger 18 meter över havet. Dess utflöde  är Harrbäcken.

## Delavrinningsområde
Hertsöträsket ingår i det delavrinningsområde (729117-179870) som SMHI kallar för Mynnar i havet. Medelhöjden är 20 meter över havet och ytan är 8,87 kvadratkilometer. Det finns inga avrinningsområden uppströms utan avrinningsområdet är högsta punkten. Avrinningsområdets utflöde mynnar i havet. Avrinningsområdet består mestadels av skog (85 procent). Avrinningsområdet har 0,72 kvadratkilometer vattenytor vilket ger det en sjöprocent på 8,1 procent. Bebyggelsen i området täcker en yta av 0,66 kvadratkilometer eller 4 procent av avrinningsområdet.